# Timothy Ferris

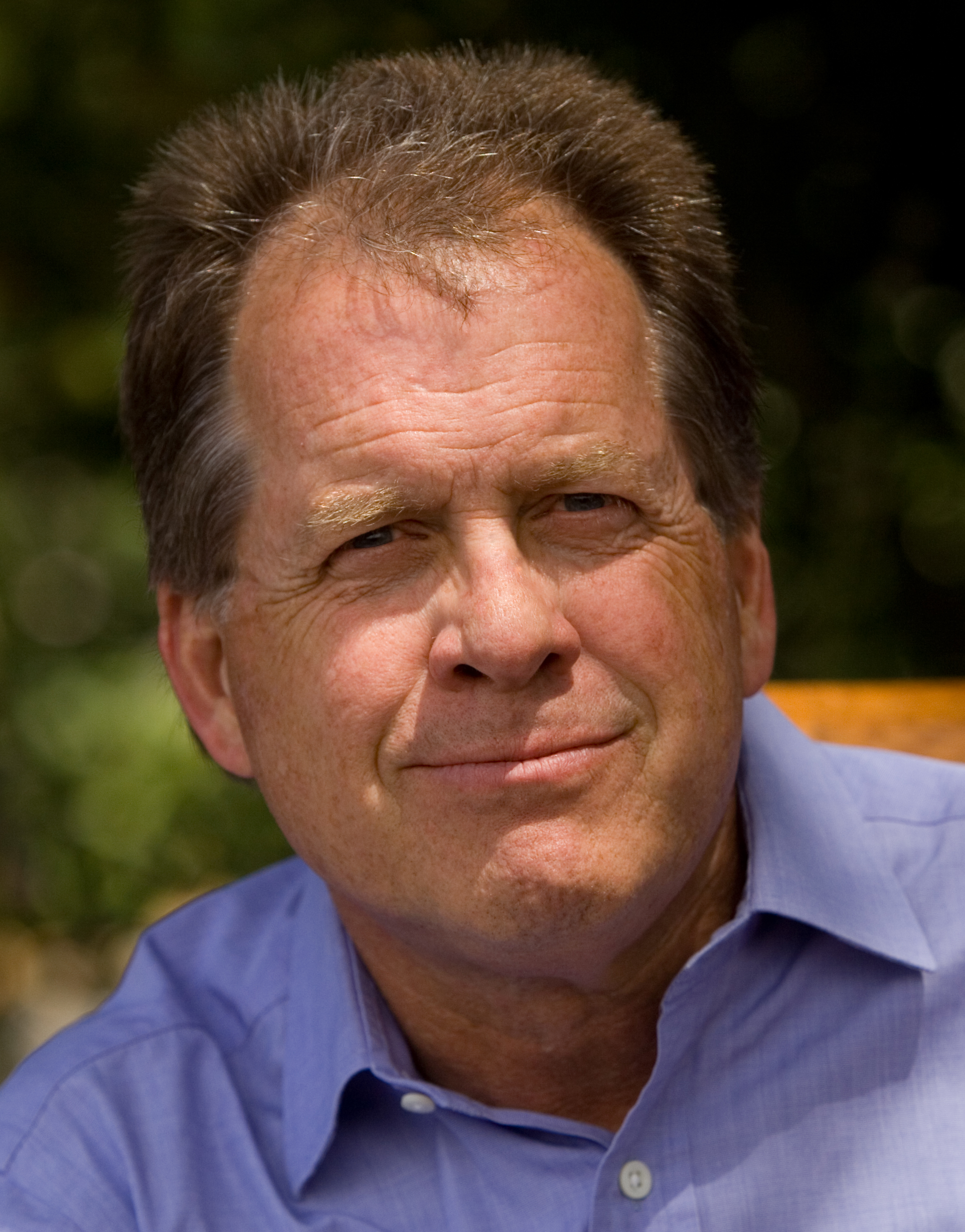
Timothy Ferris

Timothy Ferris (ur. 29 sierpnia 1944) – amerykański naukowiec. Zajmuje się astronomią, fizyką, historią i filozofią nauki.
Sporządził zapis z odgłosami Ziemi, muzyką oraz zdjęciami, który w 1977 wysłano w kosmos na pokładzie sondy Voyager 1. Jego książki były nominowane do National Book Award i Nagrody Pulitzera. Jest honorowym profesorem Berkeley. Mieszka w San Francisco.

## Twórczość
- 1997 – „Cały ten kram: raport o stanie wszechświata(ów)” (tyt. oryg. The Whole Shebang. A State-of-the-Universe(s) Report. Wyd. pol. 1999)